# La Princesse jaune

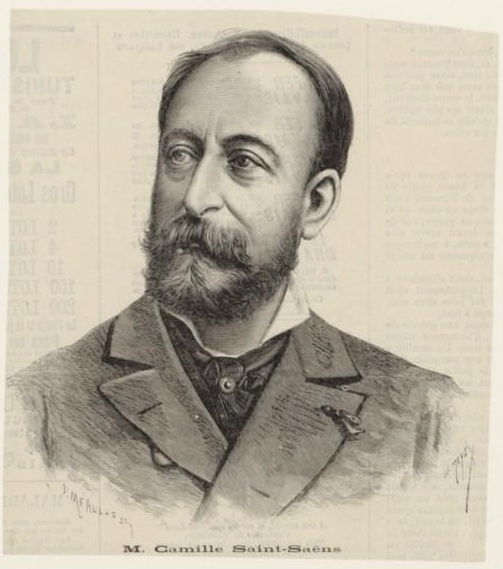
Camille Saint-Saëns

La Princesse jaune, op. 30, est un opéra-comique en un acte de Camille Saint-Saëns sur un livret de Louis Gallet, créé à Paris le 12 juin 1872 au théâtre national de l’Opéra-Comique. Les deux rôles étaient tenus par Alice Ducasse (Léna) et Paul Lhérie (Kornélis), les décors étaient d’Auguste Rubé et Philippe Chaperon, l'orchestre était dirigé par Adolphe Deloffre.

## Argument
Scène 1 : L'histoire se passe en Hollande, en hiver, dans la maison des parents de Léna. Kornélis, un cousin, vit dans cette maison depuis que les parents de Léna l'ont recueilli à la mort de sa mère.
Léna entre un matin dans le cabinet de travail de Kornélis, qui est absent. Le cabinet est comme d'habitude en désordre, rempli de pinceaux, de faïences à demi-peintes, de livres, tous reflétant l'intérêt de Kornélis pour le Japon. Léna commence à ranger, en constatant qu'une fois de plus, Kornélis a travaillé toute la nuit. 
Un poème trouvé par hasard dans un livre prouve à Léna ce qu'elle soupçonnait déjà : Kornélis est amoureux de la femme japonaise peinte sur le panneau accroché dans le cabinet. Exaspérée, Léna révèle qu'elle est secrètement amoureuse de Kornélis, et exprime sa jalousie et son dépit d'avoir pour rivale une simple image.
Scène 2 : Kornélis rentre, absorbé dans ses pensées. Léna l'interroge sur ses préoccupations, lui demande s'il est heureux. Kornélis élude, mais reconnaît son amour pour le Japon, où il rêve d'aller. Une dispute intervient lorsque Léna s'empare du petit flacon que Kornélis a rapporté ce matin, et dont il refuse de révéler le contenu. Il s'en va, hors de lui.
Scène 3 : Léna, restée seule, s'inquiète de plus en plus des excès de son cousin et se demande si elle doit renoncer à lui.
Scène 4 : Kornélis, revenu après le départ de Léna, donne libre cours à ses obsessions, et se drogue à l'opium.
Scène 5 : Léna revient, et constate l'état de Kornélis qui délire, perdu dans son rêve éveillé. Porté par ses hallucinations, le cabinet hollandais se transforme en intérieur japonais, et l'estampe représentant Ming prend vie, sous les traits de Léna. Kornélis, subjugué, lui déclare sa flamme tandis que Léna, surprise, comprend la méprise et le rejette, avant de prendre peur et de s'enfuir.
Le rêve prend fin, l'effet de la drogue se dissipant peu à peu. Kornélis s'écroule sur un fauteuil et le cabinet hollandais reprend forme.
Léna, revenant prudemment, trouve Kornélis encore rêveur. Voyant qu'il s'est drogué, elle lui reproche avec colère sa folie d'être amoureux d'une chimère, d'une femme qui n'existe que dans son imagination. Kornélis, dégrisé, réalise son aveuglement et comprend enfin les sentiments qu'il nourrit envers Léna. Celle-ci, hésitante, finit par les accepter, et lui avoue à son tour son amour.

## Éditions en CD
- Maria Costanza Nocentini, Carlo Allemano, Cantemus, Orchestre de la Suisse italienne, dir. Francis Travis (Chandos) 2014
- Judith van Wianroij (Léna), Mathias Vidal (Kornélis), Anaïs Constans (1 voix), Orchestre National de Toulouse, dir. Léo Hussain (Bru Zane) 2021. Comporte des articles d'Alexandre Dratwicki, de Vincent Giroud, de Stéphane Leteuré.